# Cervecería Centro Americana
Cervecería Centro Americana S.A  es una empresa cervecera de origen guatemalteco fundada en 1886 por los hermanos Mariano Castillo Córdova y Rafael Castillo Córdova, la cual posee su sede central en la Ciudad de Guatemala. 

## Productos

### Gallo
Gallo es una cerveza de 5% de alcohol por volumen con un color pálido. Es la cerveza de producción continua más antigua de Guatemala, con un origen que se remonta a 1896., además es la cerveza más reconocida del país y es parte importante de la cultura popular guatemalteca.
Gallo ha obtenido diversas certificaciones internacionales, como la medalla de oro otorgada por "Monde Selection" de Bélgica en reconocimiento a su destacada calidad. Además, la cervecería sostiene haber recibido el "Prestige Award" y afirma ser una de las dos únicas cervecerías en América en recibir este prestigioso reconocimiento.

### Gallo Light
Gallo Light es una cerveza ligera, siendo la primera y única en el mercado de Guatemala. Se caracteriza por su bajo contenido calórico y presenta un nivel de alcohol del 4,2%.

### Victoria
Victoria es una lager pálida que posee un 5% de volumen de alcohol 
Victoria se lanzó en formato de lata de 12 onzas en la parte occidental de Guatemala en 1996. Tuvo un gran éxito y poco después se inició la expansión al resto del territorio nacional.

### Otros productos
Cabro, Dorada Ice, Chopp Gallo, Dorada Draft, Malta, Moza, Montecarlo 